# April 1996
Portal Geschichte | Portal Biografien | Aktuelle Ereignisse | Jahreskalender | Tagesartikel

◄ |
19. Jahrhundert |
20. Jahrhundert
| 21. Jahrhundert

◄ |
1960er |
1970er |
1980er |
1990er
| 2000er | 2010er | 2020er | ►

◄ |
1992 |
1993 |
1994 |
1995 |
1996
| 1997 | 1998 | 1999 | 2000 | ►

◄ |
Januar 1996 |
Februar 1996 |
März 1996 |
April 1996 |
Mai 1996 |
Juni 1996 |
Juli 1996 |
►
Dieser Artikel behandelt aktuelle Nachrichten und Ereignisse im April 1996.

## Tagesgeschehen

### Dienstag, 2. April 1996
- Bern/Schweiz: Der EHC Kloten wird in der Saison 1995/96 durch einen 5:1-Sieg im Playoff-Final gegen den SC Bern erneut Schweizer Meister im Eishockey. Es ist Klotens vierter Titel in Folge.[1]
- Moskau/Russland: Der Präsident Russlands Boris Jelzin und der Präsident von Belarus Aljaksandr Lukaschenka unterzeichnen einen bilateralen Vertrag zur Gründung der Russisch-Belarussischen Gemeinschaft, der die Eigenständigkeit beider Länder garantiert, aber ein höheres Maß an staatlicher Integration und Kooperation zwischen den beiden Unionsrepubliken der 1991 aufgelösten Sowjetunion festschreibt.[2][3]

### Mittwoch, 3. April 1996
- Dubrovnik/Kroatien: Ein Flugzeug vom Typ Boeing 737 der Luftstreitkräfte der Vereinigten Staaten verunglückt beim Anflug auf den Flughafen Dubrovnik. Unter den 35 Opfern des Absturzes befinden sich Vertreter bedeutender amerikanischer Unternehmen sowie der Handelsminister der USA Ron Brown.[4]

### Donnerstag, 4. April 1996
- Herat/Afghanistan: Nach seiner Ernennung zum Amir al-Mu'minin (deutsch Befehlshaber der Gläubigen) zeigt sich Mohammed Omar von der militanten Islamischen Talibanbewegung Afghanistans auf dem Dach eines Gebäudes in einem Mantel, der dem Propheten Mohammed gehört haben soll und der 60 Jahre lang unberührt in einem Schrein aufbewahrt wurde. Nach unbestätigten Berichten empfindet die Mehrzahl der Bevölkerung von Herat diesen Auftritt als Beleidigung des Propheten.[5]

### Sonntag, 7. April 1996
- Los Angeles/Vereinigte Staaten: Unbekannte verunstalten den Stern auf dem Hollywood Walk of Fame des amerikanischen Oscar-Preisträgers Marlon Brando mit einer Swastika, nachdem Brando am Freitag in einer Talkshow des Rundfunkveranstalters CNN u. a. ausführte, in der Filmindustrie in Hollywood würden Juden das Geschäft kontrollieren (englisch „Hollywood is owned by Jews“).[6]
- Tel Aviv/Israel: Der Pensionär Markus Wolf, von 1952 bis 1986 Leiter des Auslandsgeheimdiensts Hauptverwaltung A der DDR, besucht den israelischen Geheimdienst Mossad und trifft sich u. a. mit dem langjährigen Ministerpräsidenten Israels Jitzchak Schamir. Beide sind sich einig, dass Michail Gorbatschow als Staatsoberhaupt der Sowjetunion 1990 die DDR „für ein Butterbrot an den Westen verkauft“ habe.[7]

### Mittwoch, 10. April 1996
- Rosenheim/Deutschland: Die Gebrüder März AG stellt einen Antrag auf Insolvenz. Das von Josef März ab den 1940er Jahren aufgebaute Unternehmen war zwischenzeitlich der zweitgrößte Bierproduzent der Bundesrepublik.[8]

### Donnerstag, 11. April 1996
- Düsseldorf/Deutschland: Im Erdgeschoss des Flughafens Düsseldorf gerät durch einen Flashover nach Schweißarbeiten eine Zwischendecke auf mehreren 100 m in Brand. Die Flughafenfeuerwehr ist überfordert und der Großteil der alarmierten Rettungskräfte erreicht erst 30 Minuten später den Brandort. Durch die Rauchbelastung erleiden 17 Personen tödliche Verletzungen oder sterben sofort, zudem werden mindestens 70 weitere Menschen schwer verletzt.[9]

### Freitag, 12. April 1996
- New York/Vereinigte Staaten: An der New Yorker Wertpapierbörse werden die Aktien des kalifornischen New-Economy-Unternehmens Yahoo Inc. emittiert. Als Ausgabepreis waren 13 US-Dollar festgelegt, im Verlauf des ersten Handelstags verzeichnet die Aktie einen Wertgewinn von 154 %. Yahoo Inc. betreibt eine Internet-Suchmaschine namens „Yahoo“, diese gilt als marktführend.[10]
- Potsdam/Deutschland: Das Land Brandenburg verabschiedet ein Schulgesetz, mit dem das Unterrichtsfach Lebensgestaltung-Ethik-Religionskunde an allgemeinbildenden Schulen eingeführt wird. Die Kirchen sehen den Religionsunterricht in Gefahr und kündigen eine Verfassungsbeschwerde an.[11]

### Dienstag, 16. April 1996

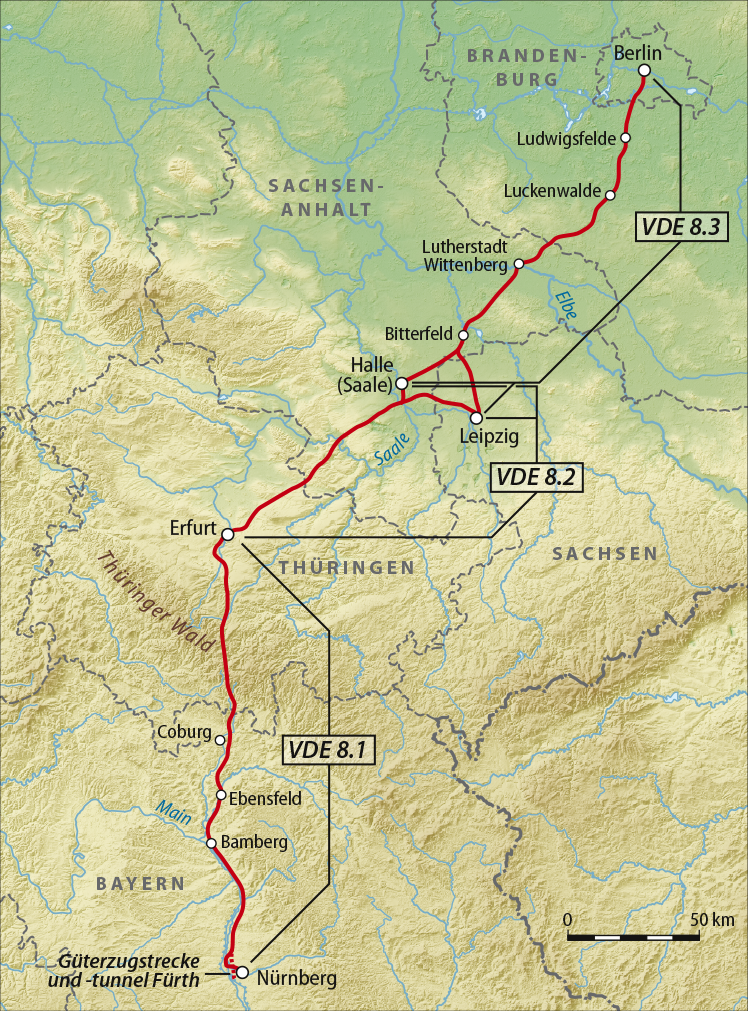
Geplante Strecke Nürnberg-Erfurt-(Leipzig)-Berlin

- Berlin, München/Deutschland: Im Verkehrsprojekt Deutsche Einheit Nr. 8 erfolgt die Grundsteinlegung. Auf 515 km Länge soll das Eisenbahn-Verkehrsnetz zwischen Berlin und Nürnberg ausgebaut und erweitert werden, um eine u. a. durch den Thüringer Wald führende Schnellverbindung zwischen Berlin und München zu schaffen.[12]

### Mittwoch, 17. April 1996
- Hannover/Deutschland: Die Heise-Gruppe startet den Internet-Nachrichtenticker Heise online, in dem Meldungen rund um die so genannte „Digitale Revolution“ veröffentlicht werden.[13][14]
- Marie-Byrd-Land/Antarktis: Bei der partiellen Sonnenfinsternis ist vom antarktischen Marie-Byrd-Land aus gesehen die Sonne am längsten vom Mond bedeckt. Von Neuseeland aus lässt sich eine Bedeckung der Sonne von 10 % beobachten.[15]

### Donnerstag, 18. April 1996
- Kairo/Ägypten: Vor dem Hotel Europa erschießen islamistische Terroristen der Gruppe Al-Dschamā'a al-islāmiyya 17 griechische Touristen und einen ägyptischen Reiseleiter. Die Attentäter gingen davon aus, dass es sich bei den vor dem Hotel versammelten Personen um Israelis handelt.[16]
- Kana/Libanon: Mindestens 100 Binnenflüchtlinge kommen in einem Lager der Vereinten Nationen (UN) ums Leben, als Geschosse der Streitkräfte Israels den Standort des UN-Bataillons aus der Republik Fidschi im südlibanesischen Dorf Kana treffen, obwohl der Ort allen Konfliktparteien als ein Nicht-Angriffsziel bekannt ist. Augenzeugen berichten von einem „Massaker“.[17]

### Sonntag, 21. April 1996

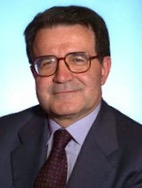
Romano Prodi

- Rom/Italien: Silvio Berlusconi, bis Januar 1995 Präsident des Ministerrats, und sein Wahlbündnis Pol für die Freiheiten sowie Romano Prodi, hinter dem das Bündnis Olivenbaum steht, sind die Favoriten bei den vorgezogenen Parlamentswahlen. Nach Auszählung der Stimmen steht Prodis Bündnis mit 323 von 630 Sitzen in der Abgeordnetenkammer und mit 167 von 313 Sitzen im Senat als Wahlsieger fest.[18]

### Montag, 22. April 1996
- Kosovo/Jugoslawien: Eine bisher wenigen bekannte Untergrundbewegung der Kosovo-Albaner führt an vier Orten Anschläge auf serbische Zivilisten und Polizisten aus. Dabei kommen fünf der angegriffenen Menschen ums Leben und weitere drei werden verletzt.[19]

### Mittwoch, 24. April 1996
- Gaza/Palästinensische Autonomiegebiete: Der Nationalrat der Palästinensischen Befreiungsorganisation (PLO) tagt zum ersten Mal seit 1967 wieder an einem Ort auf jenem Territorium, das die PLO gemäß ihrer Nationalcharta zum künftigen Staatsgebiet eines souveränen Staats Palästina rechnet. Die Erlaubnis zur Einreise der Ratsmitglieder seitens Israel ist eine Folge der Entspannung zwischen PLO und Israel im Oslo-Friedensprozess.[20]

### Donnerstag, 25. April 1996
- Wien/Österreich: Bei der 7. Verleihung des Fernsehpreises Romy fällt die Wahl des Publikums auf die Österreicherin Barbara Stöckl als beste Talkmasterin.[21]

### Sonntag, 28. April 1996
- Tasman-Halbinsel/Australien: Bei einem Amoklauf in der kleinen Siedlung Port Arthur werden 35 Menschen mit einer Schusswaffe getötet und mindestens 20 weitere Menschen verletzt. Der Täter Martin Bryant hat eine geistige Behinderung.[22]